# Tiffany Cohen
Tiffany Cohen (Culver City, Kalifornija, 11. lipnja 1966.) je bivša američka plivačica.
Dvostruka je olimpijska pobjednica u plivanju, a 1996. godine primljena je u Kuću slavnih vodenih sportova.